# Haimbachia discalis
Haimbachia discalis é uma espécie de mariposa pertencente à família Crambidae. Foi descrita pela primeira vez por Dyar e Heinrich em 1927. Há registos da sua ocorrência no México (Jalapa).